# DU145
DU145 (DU-145) およびPC3ヒト前立腺がん細胞株は、前立腺がんの「古典的」な細胞株である。DU145細胞は、高い転移能を有するPC3細胞と比較して中程度の低能を持つ。
DU145細胞株は脳転移巣に由来する。DU145はホルモン感受性ではなく、前立腺特異抗原（PSA）を発現しない。
NF-κBリガンドRANKLの投与によって骨におけるDU145細胞の浸潤が促進され、溶骨性腫瘍が形成されることが明らかに されている。DU145細胞は前骨芽細胞前駆細胞を活性化し、RANKL発現を増強し、ゆえに骨における前立腺がん転移を促進する可溶性因子も産生する。